# Giardini Winter
I giardini Winter sono situati nel comune di Bordighera, in via Ludovico Winter, in provincia di Imperia. Creati dal botanico tedesco Ludwig Winter, fanno parte dei beni tutelati dalla Soprintendenza per i Beni Architettonici e Paesaggistici della Liguria.

## Storia
Il 17 maggio 2015, dopo un lungo stato di abbandono, i giardini Winter sono stati riaperti al pubblico. Winter era un botanico appassionato e si era già fatto un'ottima reputazione collaborando alla realizzazione dei giardini Hanbury di Ventimiglia. Incantato dai luoghi e dal clima particolarmente favorevole allo sviluppo della flora, decise di stabilirsi a Bordighera e di creare il proprio giardino-vivaio vicino al Vallone del Sasso. Poco tempo dopo nacque un secondo giardino, particolarmente famoso, e che ora fa parte di una proprietà privata che si trova vicino al giardino esotico Pallanca in via Madonna della ruota 2, ed è stata ripresa nella lista degli immobili tutelati dalla Soprintendenza per i Beni Architettonici e Paesaggistici della Liguria. Dalla strada è ancora visibile la pergola più volte ripresa in varie foto e cartoline postali. Questo giardino aveva inglobato le famose dodici palme della Madonna della Ruota, celebrate dallo Scheffel nella sua poesia del 1856, intitolata Vicino a morte e dipinte anche da Hermann Nestel e Friederich von Kleudgen.
Nel 1875 Ludwig Winter, aveva creato un giardino-vivaio di svariate migliaia di metri quadri tra l'Arziglia, la vecchia spiaggia dei pescatori bordigotti, e il Vallone del Sasso. Winter aveva scelto questo luogo perché era già presente un grande palmeto, che si sviluppava in parte su delle terrazze contenute con dei muretti in pietra, e in parte scendeva verso la costa. Il botanico tedesco amava molto le palme e divenne rapidamente uno dei più grandi esperti sia per l'acclimatazione, che per la propagazione e il trapianto di grandi esemplari. Le varietà più importanti presenti nel giardino erano la Phoenix dactylifera, Phoenix canariensis, Phoenix reclinata, Jubaea chilensis, Livistona australis, ecc., ma erano presenti più di 60 varietà di palme e piante esotiche. Il giardino aveva come funzione principale quella di permettere alle piante esotiche di acclimatarsi, per poi essere moltiplicate e vendute. Tuttavia il giardino aveva anche una funzione espositiva. Il terreno era stato suddiviso in grande aiuole che permettevano a Winter di presentare, ai suoi clienti gli angoli che voleva realizzare nei loro giardini.
Winter ebbe anche l'idea di valorizzare una tradizione locale, la trasformazione delle foglie secche di palma in oggetti decorativi e panieri. Collaborò con gli artigiani del posto per realizzare nuovi oggetti come scatole, tappeti, copri vasi, porta riviste, ecc. Ancora oggi a Bordighera si distribuiscono, in occasione della domenica delle Palme, i palmureli, ossia delle foglie di palma intrecciate
Winter, che era sempre alla ricerca di nuovi modi per valorizzare il patrimonio vegetale, decise anche di aprire un sontuoso negozio di piante e fiori in via Vittorio Emanuele, vicino alla chiesa di Terrasanta. Questo negozio, che attirava clienti da tutta la Riviera e dalla Costa Azzurra, era particolarmente amato dall'Imperatrice Vittoria, moglie di Federico III di Germania, che spesso venne a Bordighera.

## Curiosità
- Winter diede anche un notevole impulso alla coltivazione di fiori per la produzione dei profumi, fra cui mimosa, gelsomini, mughetti, fiori d'arancio e soprattutto le famose violette di Taggia. Si sviluppò di conseguenza la costruzione di distillerie per estrarre "acqua madre" che era poi inviata a Grasse per la trasformazione. L'esempio più famoso di questo sviluppo della floricultura per l'industria del profumo fu la nascita del negozio Myres Andracco, aperto da Silvio Andracco, che grazie alle sue fragranze come « Mimosa Myres », « Brezzamarina » e « Oro di Seborga » era diventata molto famosa anche in Francia..[9]
- Il 17 gennaio 1954 la città di Bordighera inaugurò un busto in onore a Ludwig Winter nei giardini che si trovano dietro al comune e a fianco della spianata del capo. La statua è l'opera dello scultore locale Virgilio Audagna. La presenza del busto vicino alla pineta del capo, induce alcuni in errori ed è per questo che talvolta la pineta è chiamata erroneamente giardini Winter. Archiviato il 2 luglio 2015 in Internet Archive.

## Galleria d'immagini

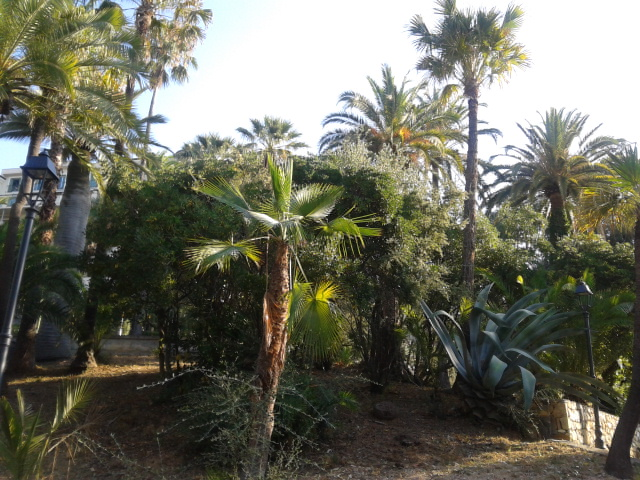
Giardini Winter
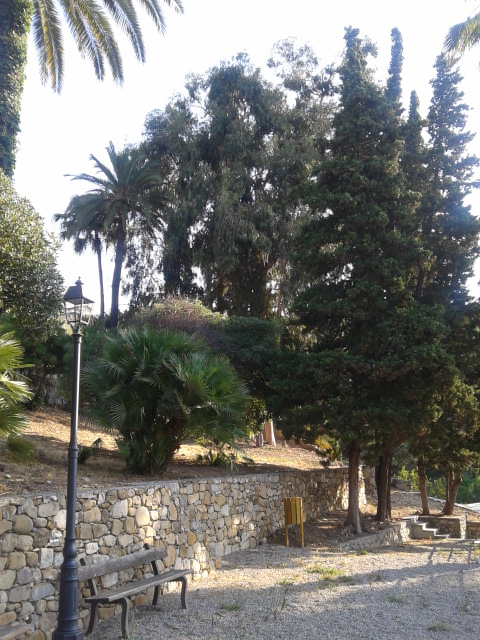
Giardini Winter
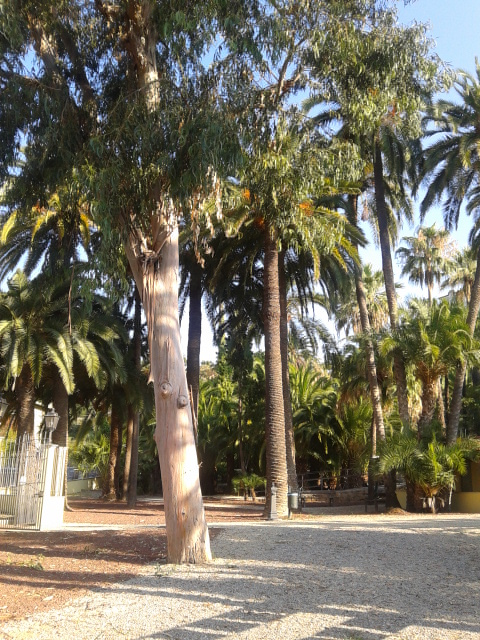
Giardini Winter
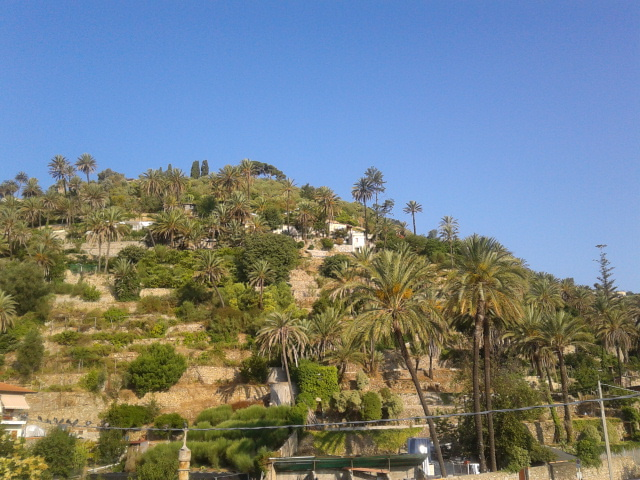
Vallone del Sasso entrata
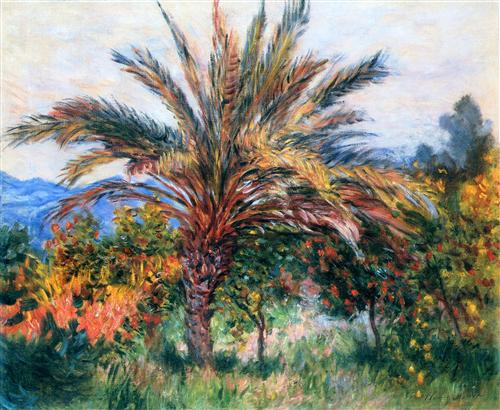
Palme a Bordighera, Claude Monet 1884